# 迪肯
迪肯（Diken），是印度中央邦Neemuch县的一个城镇。总人口7206（2001年）。

## 人口
该地2001年总人口7206人，其中男性3701人，女性3505人；0—6岁人口1100人，其中男587人，女513人；识字率56.51%，其中男性为71.82%，女性为40.34%。